# جامعة بادربورن
جامعة بادربورن (بالألمانية: Universität Paderborn) أو ما يسمى بـ «جامعة مجتمع المعلومات»، تأسست عام 1972 ومقرها في مدينة بادربورن الجامعية في ولاية شمال الراين - وستفاليا، وتضم الجامعة حوالي 254 أستاذ جامعي و 1270 باحث و 747 موظف ومتدرب.
يُقدر عدد الطلاب الدارسين في الحرم الجامعي في توفمبر 2022 بنحو 18.500 طالب وطالبة، وتعتبر بذلك من الجامعات متوسطة الحجم من حيث عدد الطلاب في ألمانيا، كما ان للجامعة صلات ربط وتعاون مع حوالي 130 جامعة ومعهد عالي في جميع أنحاء العالم.
تعد أقسام المعلوماتية واقتصاد المعلومات وهندسات الميكانيك والكهرباء من بين المراتب الثلاث الأولى التي تحتلها جامعة بادربورن من بين الجامعات الألمانية. قُدر إنفاق الجامعة على البحث العلمي في العام 2010 بنحو 37,6 ميلون يورو.

## كليات الجامعة[10]

### كلية العلوم الاقتصادية وتضم التخصصات التالية:
1. الإدارة
2. معلوماتية الأعمال
3. تربية إدارة الأعمال
4. الضرائب والمحاسبة والتمويل
5. الاقتصاد
6. القانون

### كلية العلوم الثقافية وتضم المعاهد والمراكز التالية:
1. معهد الدراسات الإنجليزية والأمريكية
2. معهد العلوم التربوية
3. معهد اللاهوت البروتستانتي
4. معهد الدراسات الألمانية والأدب المقارن
5. المعهد التاريخي
6. معهد العلوم الإنسانية – قسم الفلسفة
7. معهد العلوم الإنسانية – قسم علم النفس
8. معهد العلوم الإنسانية – قسم علم الاجتماع
9. معهد بادربورن للاهوت الإسلامي
10. معهد اللاهوت الكاثوليكي
11. معهد الفنون/الموسيقى/المنسوجات
12. معهد الدراسات الإعلامية
13. معهد الدراسات الرومانسية
14. ندوة علم الموسيقى ديتمولد/بادربورن
15. مركز بلجيكا (BELZ)
16. مركز تاريخ الفيلسوفات والعالمات النساء
17. ج: مركز البحوث المتعددة التخصصات للثقافات الموسيقية الشعبية والاقتصاديات الإبداعية
18. مركز الدراسات العليا
19. معهد أبحاث المواهب في الموسيقى
20. ندوة بنينا نافي ليفينسون للدراسات اليهودية
21. مركز الأدب المعاصر باللغة الألمانية
22. مركز دراسات النوع الاجتماعي/دراسات النوع الاجتماعي
23. مركز اللاهوت المقارن والدراسات الثقافية
24. مركز الموسيقى – التحرير– الإعلام
25. مركز علوم اللغة

### كلية العلوم الطبيعية، وتضم التخصصات التالية:
1. الكيمياء
2. الفيزياء
3. الرياضة و الصحة

### كلية الهندسة الميكانيكية وتضم المعاهد والتخصصات التالية:
1. معهد الميكاترونيك و تكنولوجيا التصميم،
2. معهد تكنولوجيا العمليات و المواد
3. معهد الطاقة و هندسة العمليات
4. معهد تكنولوجيا البلاستيك.

- كلية الهندسة الكهربائية والمعلوماتية والرياضيات، وتضم المعاهد والتخصصات التالية:

1. المعلوماتية و الرياضيات
2. معهد الهندسة الكهربائية و تقنية المعلومات
3. معهد المعلوماتية
4. معهد الرياضيات

## أساتذة وخريجون بارزون
- توماس كيلنر.